# میثم بائو
میثم بائو دیز آبادی (زادهٔ ۲۸ شهریور ۱۳۶۲ قائم شهر) بازیکن سابق باشگاه های استقلال تهران و پرسپولیس تهران و  تراکتور سازی تبریز  و تیم ملی فوتبال ایران و مربی اهل ایران است.

## سوابق باشگاهی
وی سابقه عضویت در تیم‌های
استقلال
الشعب امارات،
راه‌آهن،
ابومسلم،
پرسپولیس،
تراکتور و
نساجی
را در کارنامه دارد.

## افتخارات

### باشگاهی

#### استقلال
- لیگ برتر خلیج فارس
  - قهرمان (۲): ۱۳۸۵–۱۳۸۴، ۱۳۹۳–۱۳۹۱

#### پرسپولیس
- جام حذفی ایران
  - قهرمان (۱): ۱۳۸۹–۱۳۸۸

#### تراکتور
- جام حذفی ایران
  - قهرمان (۱): ۱۳۹۳–۱۳۹۲

### ملی

#### ایران
- قهرمانی فوتبال غرب آسیا
  - قهرمان (۱): ۲۰۰۷

### به عنوان مربی

#### نساجی
- جام حذفی ایران
  - قهرمان (۱): ۱۴۰۱–۱۴۰۰
- سوپرجام ایران
  - نایب‌قهرمان (۱): ۱۴۰۱